# 胡姓
胡姓是一個漢姓，是当今中国大陆第十五大姓，在《百家姓》中排名第158位。

### 漢族
根据《通志·氏族略》所总结，胡姓来源可以归纳为：以谥为姓、以国为姓、改姓为胡。
陳胡公滿本姓妫，名满，胡公乃是他在西周所得的谥号。胡公满之后裔有以谥号为姓为胡姓。妫姓有五个分支，号称“妫五姓”，胡姓便是其中之一。
春秋时期，在今天的安徽、河南境内曾经建立过两个胡国。一个为归姓胡国，另一个为姬姓胡国。两个胡国后裔有以国号为姓。
由他姓改从胡姓，是胡姓的又一来源。如秦朝时，有胡毋姓（或作胡母），如太史令胡毋敬，汉时有胡毋生和胡毋班。晋代以后，胡毋复姓渐渐被“胡”这一单字姓氏所代替。由于其后世子孙大多改姓为胡，使得胡毋复姓所传日渐减少。唐朝末年有李姓皇室后裔被胡三公拯救于危机之中，其后改为胡姓。
胡姓的“胡”字常被視為忌諱，以“陳胡公”之故，許多胡姓改姓陳。

### 外族改漢姓
据《魏书·官氏志》所载，南北朝时，北魏有代北复姓「纥骨氏」，在孝文漢化迁都洛城后，改为「胡氏」。
匈奴的呼延姓，在明清以後多改為「胡氏」。
少数民族部分人漢化而改為姓胡。如鲜卑、契丹、朝鮮族、满族、白族、苗族、瑶族、普米、彝族、回族、赫哲、达斡尔、傈僳、锡伯等古今民族中，都有胡姓的存在。

## 迁徙分布
胡氏以起源地河南淮阳为中心，向四处延伸。经过数代的繁衍，先后南达新蔡，北到山西，并成为当时的胡姓望族。再以后，又由新蔡和山西两地的胡姓向其他各地迁居、繁衍，致使遍及了全中国。
至汉时，迁入陕西、甘肃、山西、山东、湖北等地。其中，迁去甘肃省境的一族，在后汉时已成为一大望族，是为安定胡氏，后成为各地胡氏繁衍的主要来源。西晋末年，因“永嘉之乱”，胡姓中原士族大举南迁，从中原渡江南下，先迁到安徽，然后又从安徽再迁至福建。最后由福建迁居入台湾。台湾的胡姓，至今已遍布全岛。不过，居住较为集中并且人数最多的，则是台南、台北、彰化和新竹等地。
胡姓是当今常见姓氏，分布很广，以长江流域地区最为多见，约占汉族人口1.31%，约有1650多万人，为中国人口超过1%的十九个大姓之一，居第十五位，在台湾排名第三十八。四川、河南、湖北、江西、安徽、浙江、山东、湖南多此姓，上述八省胡姓约占全国汉族胡姓人口65%，其中湖北省是胡姓的第一大省。

## 郡望堂号
- 郡望：安定郡（安定胡氏）、新蔡郡、新安郡等。
- 堂号：安定堂、廬陵堂、澹庵堂、明經堂、淮陽堂、敬愛堂、履福堂、篤敬堂、河西堂、丹桂堂、敦仁堂等。

## 延伸阅读
[在维基数据编辑]
 《百家姓》
 《欽定古今圖書集成·明倫彙編·氏族典·胡姓部》，出自陈梦雷《古今圖書集成》